# Marunek barvířský

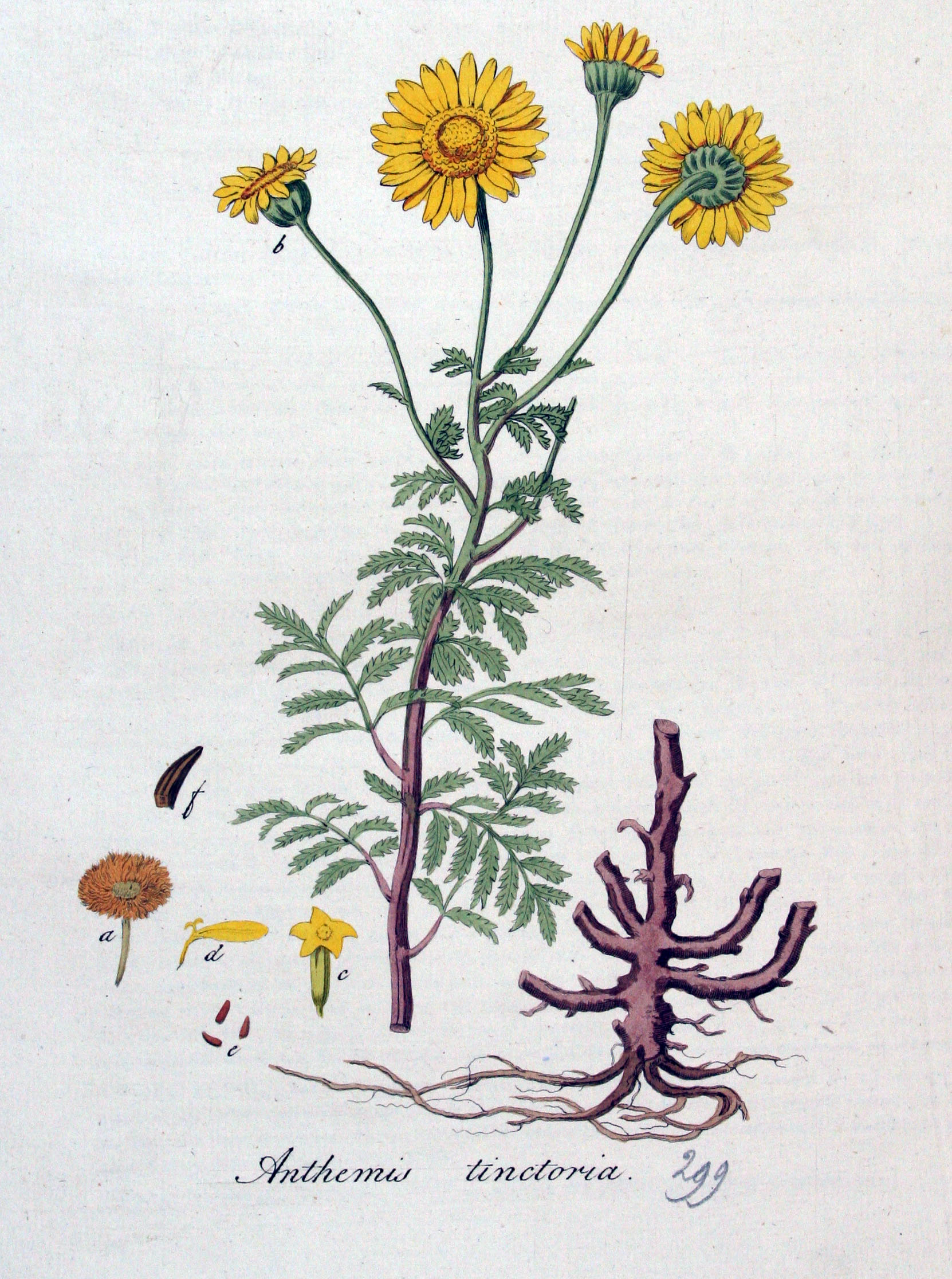
Zobrazení marunku barvířského

Marunek barvířský (Cota tinctoria) je středně vysoká, žlutě kvetoucí bylina, původní druh české květeny. V minulosti byl znám jako rmen barvířský, dnes je tento druh zařazován do rodu marunek.

## Rozšíření
Je to rostlina pocházející z mírného pásma Evropy a Asie. V Evropě je mimo Skandinávie, Britských ostrovů a Pyrenejského poloostrova původním druhem téměř ve všech státech. Její domovský areál sahá východním směrem do celé Jihozápadní Asie a přes Kavkaz a západní Sibiř až do Střední Asie. Druhotně byla rozšířena do Spojených států amerických, Austrálie a na Nový Zéland.
V České republice se vyskytuje roztroušeně, nejvíce ve středních polohách, v horách obvykle chybí.

## Ekologie
Roste nejčastěji na vápnitých půdách v teplých oblastech na výslunných a suchých stanovištích. Objevuje se na sušších loukách a pastvinách, ve světlých okrajích lesů a křovin, na vinicích i náspech okolo cest a železničních tratích, stejně jako v lomech a pískovnách. Nejlépe prospívá na propustné, jen mírně vlhké půdě, která nemusí obsahovat hodně humusu.
Je rostlinou dvouletou až krátce vytrvalou, kvete hlavně v letních měsících, obvykle v červenci a srpnu. Dobře zakořeněný trs přetrvá bez újmy delší období sucha. Pěstuje se také někdy jako okrasná rostlina v zahradách, hluboké seříznutí krátce po odkvětu prodlouží životnost rostliny.

## Popis
Marunek barvířský je bylina s plstnatou, v horní části větvenou, vystoupavou až přímou lodyhou, která vyrůstá do výše 30 až 70 cm. Přízemní listy s plochými řapíky mají čepele dvakrát nestejně peřenodílné až peřenosečné. Lodyžní listy jsou přisedlé, čepele mají podlouhle eliptické, jednou až dvakrát pravidelně hřebenitě peřenodílné až peřenosečné. Úkrojky listů dlouhých 1 až 3 cm bývají úzké až čárkovité, zubaté a krátce plstnaté. Rozdrcené listy silně voní.
Na koncích lodyh a větví jednotlivě vyrůstají široce nálevkovité úbory, široké 2 až 4 cm, s víceřadým, střechovitě uspořádaným zákrovem. Květy ve středu úboru jsou oboupohlavné, trubkovité a mají žlutou až zlatožlutou pětilaločnou korunu 4 mm velkou. Květy po obvodě jsou samičí, jazykovité, bývá jich 20 až 32 a mají žluté liguly dlouhé 6 až 12 mm. Květní lůžko je výrazně polokulovité. Rostliny kvetou postupně po dobu asi dvou měsíců, květy obsahují hodně nektaru a opyluje je široká škála hmyzu. Ploidie druhu je 2n = 18.
Plody jsou obvejčité, 2 mm velké, mírně čtyřhranné nažky s pěti málo zřetelnými žebry a jsou zakončené 2,5 mm dlouhým chmýrem.

## Význam

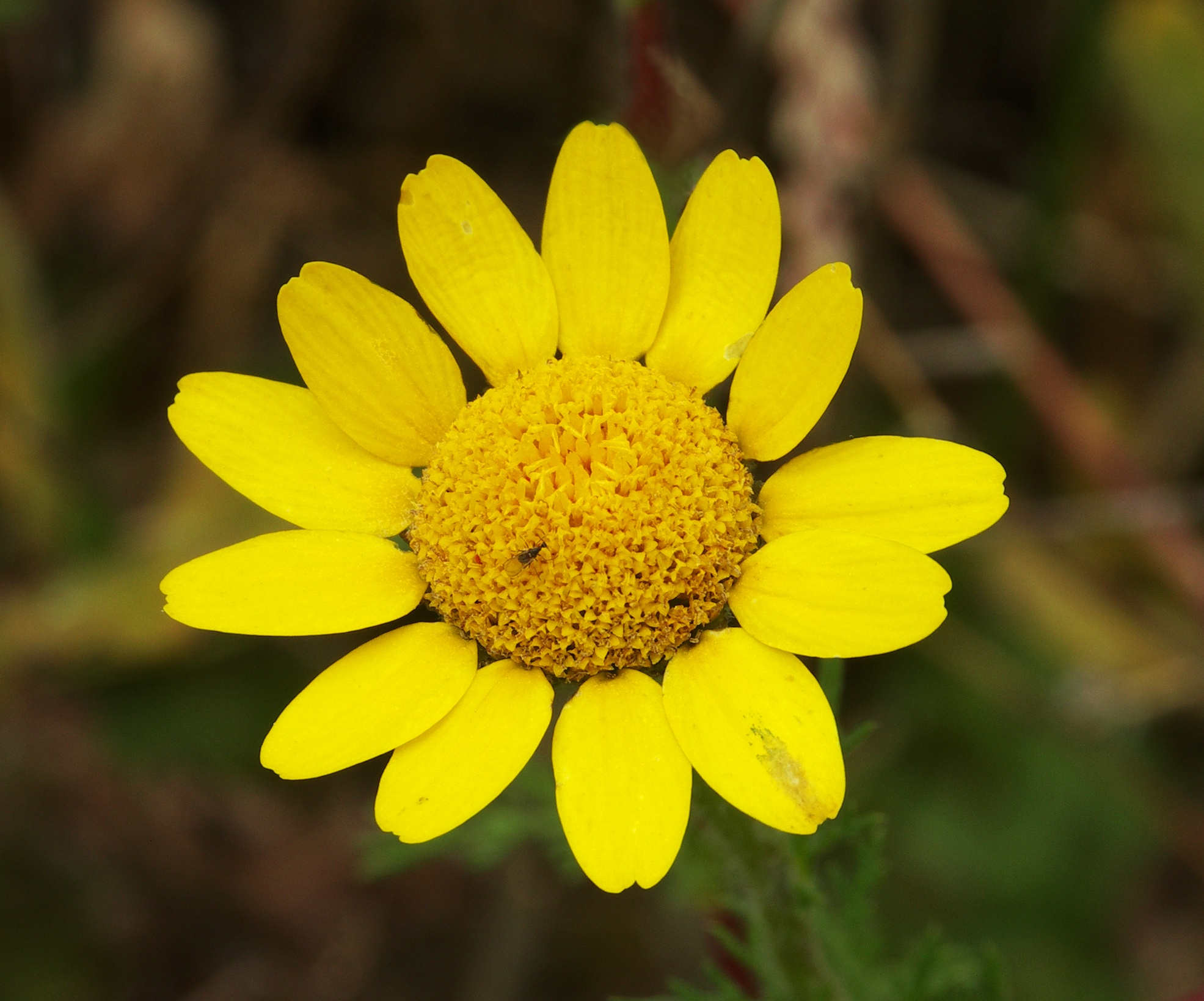
Úbor s rozkvetlými květy

Květy čerstvé, suché i poupata marunku barvířského obsahují trvanlivé žluté barvivo a byly v minulosti používány k barvení tkanin. Občas posloužil v lidovém léčitelství, sbírala se kvetoucí nať a výluh se užíval jako anthelmintikum, prostředek proti střevním parazitům. Rozsekaná nať se sypala na podlahu za účelem provonění místnosti a vypuzení blech. Semena se ještě i nyní občas vysévají do zahrad, kde po několik let bez zvláštní péče tyto květiny rostou a kvetou. Býložravá zvířata rostliny nespásají.

## Taxonomie
V české přírodě se marunek barvířský vyskytuje ve dvou poddruzích:
- marunek barvířský pravý (Cota tinctoria subsp. tinctoria)
- marunek barvířský nepravý (Cota tinctoria subsp. subtinctoria (Dobrocz.) Holub)

Nominátní poddruh marunek barvířský pravý je v "Červeném seznamu cévnatých rostlin České republiky" zařazen mezi rostliny vyžadující pozornost (C4a) a řidčeji se vyskytující poddruh marunek barvířský nepravý mezi rostliny nedostatečně prostudované (C4b).

## Galerie

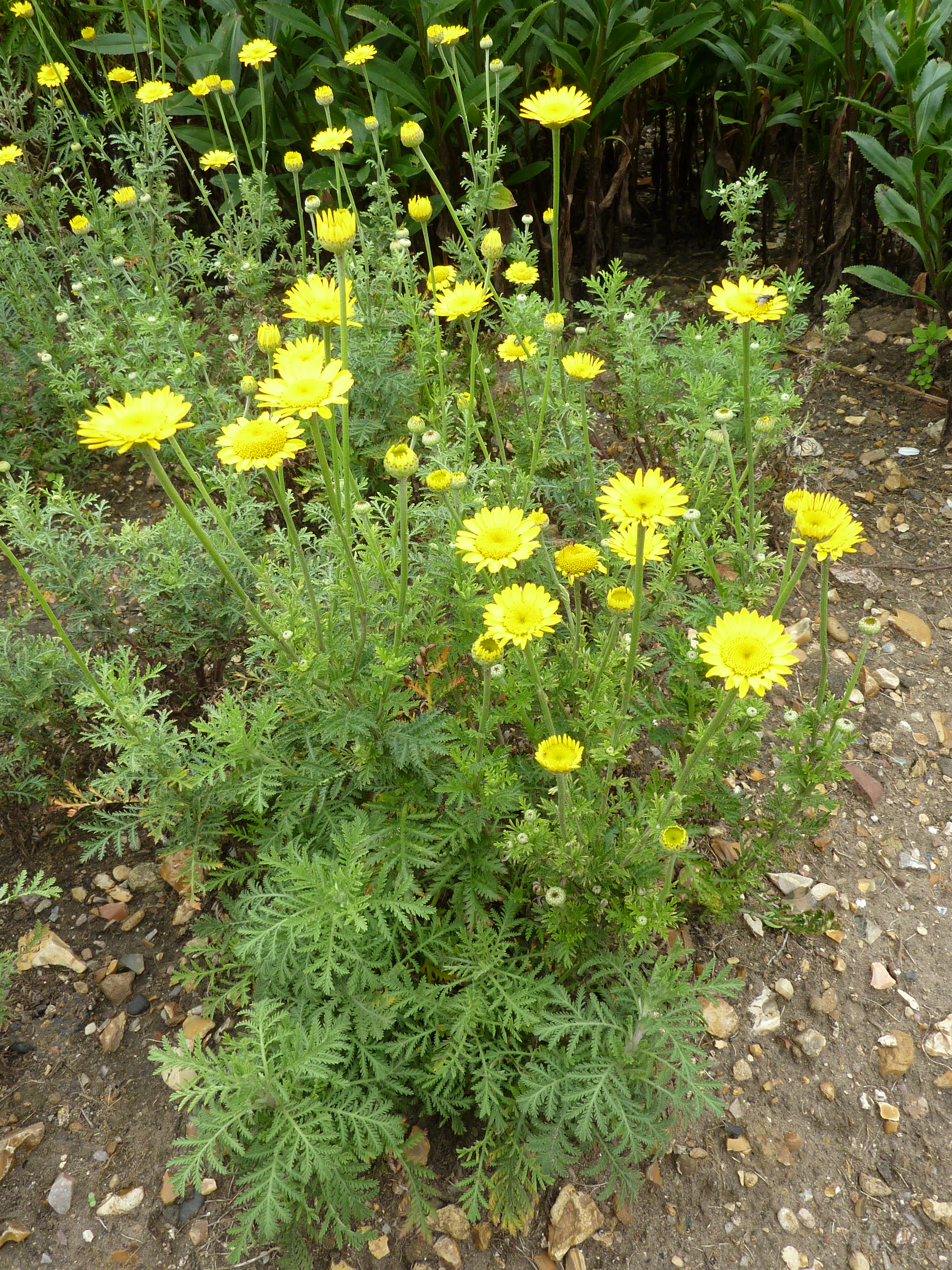
Kvetoucí rostlina
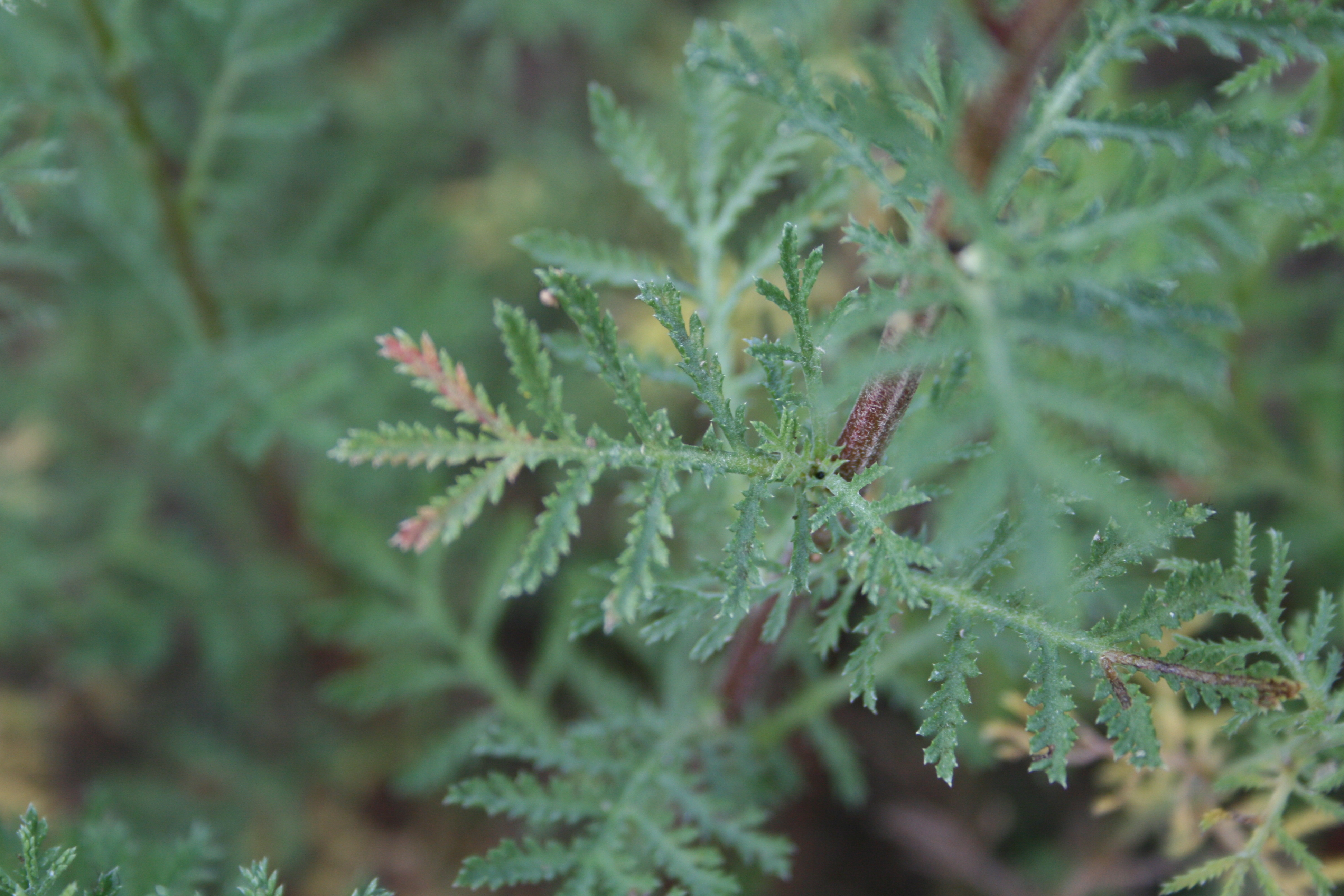
Listy
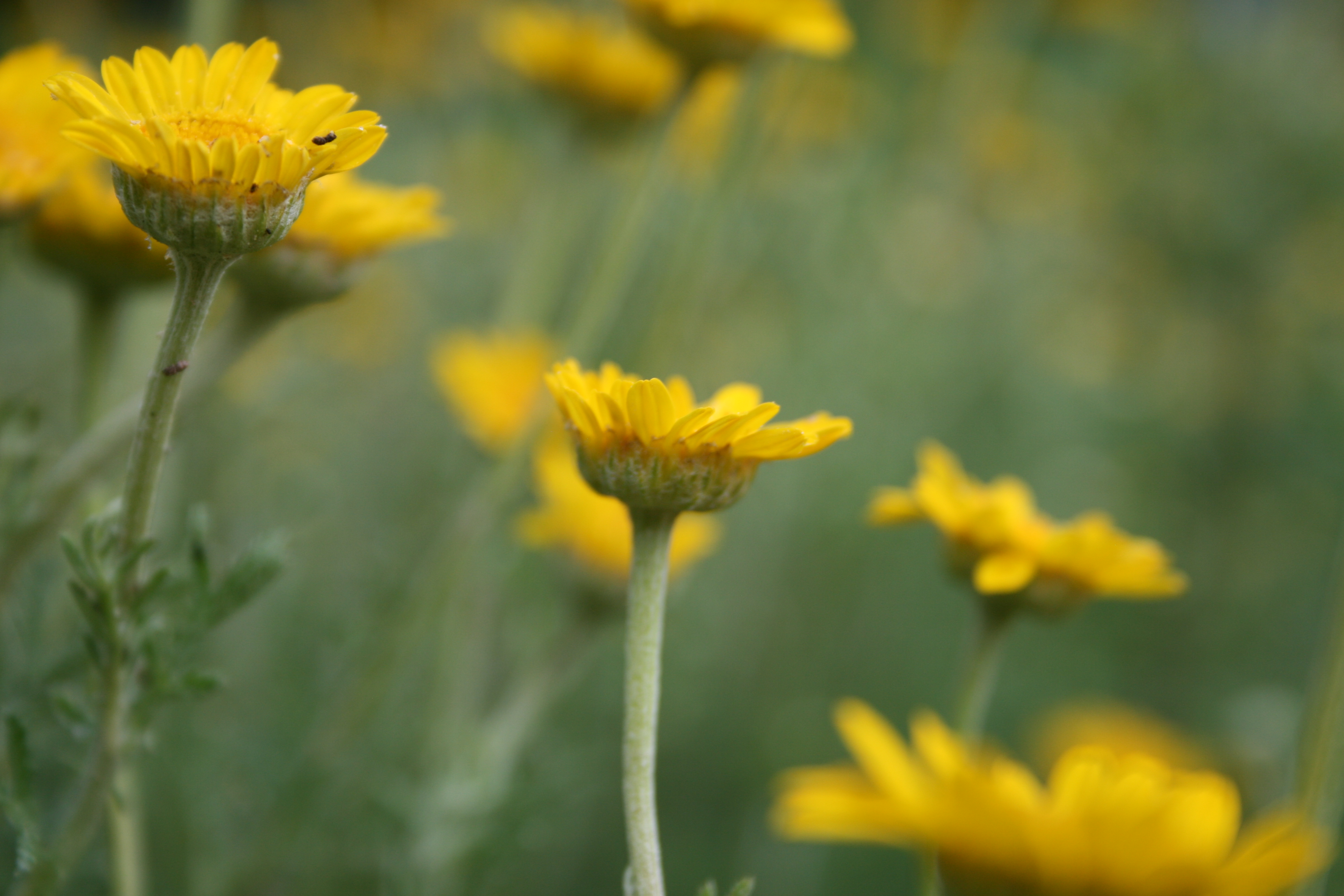
Úbory